# Copa Nicasio Vila 1908
La Copa Nicasio Vila 1908 fue la segunda edición del campeonato de primera división de la Liga Rosarina de Fútbol. 
Participaron seis equipos y el campeón fue Rosario Central, que obtuvo su primer título de primera división, ganando todos los cotejos disputados.

## Tabla de posiciones final
| Pos | Equipo               | Pts | PJ | G  | E | P | GF | GC | Dif |
| --- | -------------------- | --- | -- | -- | - | - | -- | -- | --- |
| 1º  | Rosario Central      | 20  | 10 | 10 | 0 | 0 | 48 | 9  | 39  |
| 2º  | Newell's Old Boys    | 14  | 10 | 7  | 0 | 3 | 31 | 23 | 8   |
| 3º  | Atlético del Rosario | 10  | 10 | 4  | 2 | 4 |    |    | 0   |
| 4º  | Provincial           | 7   | 10 | 3  | 1 | 6 |    |    | 0   |
| 5º  | Argentino            | 6   | 10 | 3  | 0 | 7 |    |    | 0   |
| 6º  | Tiro Federal         | 1   | 10 | 0  | 1 | 9 |    |    | 0   |

## Resultados
|                   | Resultado |                        | Fecha            |
| ----------------- | --------- | ---------------------- | ---------------- |
| Newell's Old Boys | 7 - 1     | Provincial             | 10 de mayo       |
| Rosario Central   | 7 - 0     | Tiro Federal Argentino | 17 de mayo       |
| Newell's Old Boys | 3 - 2     | Tiro Federal Argentino | 7 de junio       |
| Rosario Central   | 1 - 0     | Rosario                | 7 de junio       |
| Newell's Old Boys | 0 - 3     | Rosario                | 18 de junio      |
| Rosario Central   | 3 - 2     | Provincial             | 24 de junio      |
| Rosario Central   | 2 - 2     | Newell's Old Boys      | 9 de julio       |
| Rosario Central   | 9 - 3     | Newell's Old Boys      | 2 de agosto      |
| Newell's Old Boys | 5 - 0     | Argentino              | 9 de agosto      |
| Rosario Central   | 10 - 0    | Provincial             | 9 de agosto      |
| Newell's Old Boys | 4 - 2     | Rosario                | 30 de agosto     |
| Rosario Central   | 3 - 1     | Argentino              | 30 de agosto     |
| Newell's Old Boys | 4 - 2     | Provincial             | 8 de septiembre  |
| Rosario Central   | 6 - 1     | Tiro Federal Argentino | 8 de septiembre  |
| Rosario Central   | 2 - 0     | Rosario                | 13 de septiembre |
| Newell's Old Boys | 0 - 3     | Rosario Central        | 20 de septiembre |
| Newell's Old Boys | 5 - 1     | Argentino              | 4 de octubre     |
| Newell's Old Boys |           | Tiro Federal Argentino | 11 de octubre    |
| Rosario Central   | 4 - 1     | Argentino              | 11 de octubre    |

|  | Anulado. |